# Jan Jansz. de Stomme

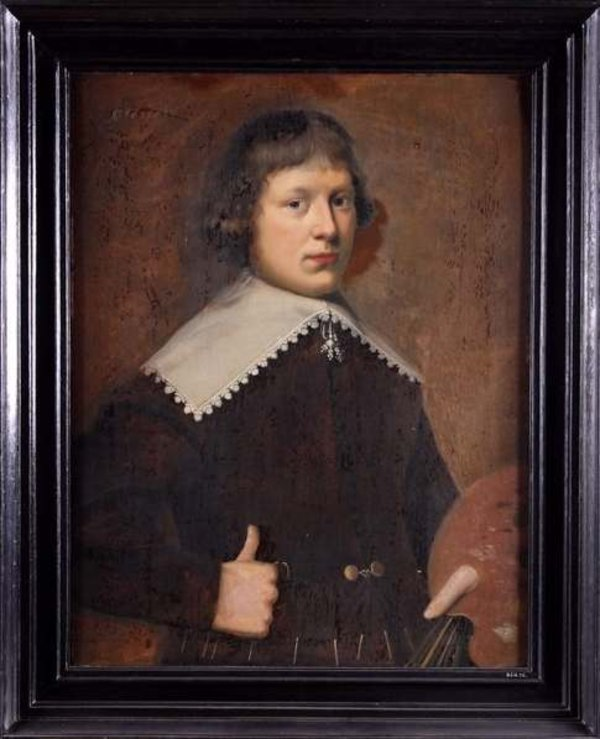
Zelfportret

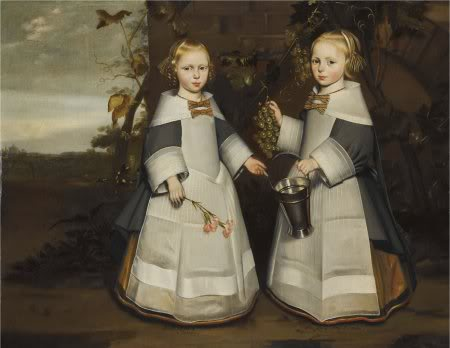
Twee Groningse meisjes met schorten druiven plukken, 1654

Jan Jansz. de Stomme (Franeker, 1615 - Groningen, ca. 1657) was een Nederlandse kunstschilder. Jan Jansz. was doofstom. Het is niet precies duidelijk door wie hij werd opgeleid, maar hij moet bekend zijn geweest met het werk van Wybrand de Geest, een portretschilder in Leeuwarden, en Harmen Wieringa (actief tussen 1632 en 1650). Jan Jansz. de Stomme vertrok na zijn opleiding naar Groningen, waar hij in 1643 aanwijsbaar was. Hij kreeg veel opdrachten om portretten te schilderen van de Groningse elite en specialiseerde zich in het maken van kinderportretten.